# Skambankt
Skambankt és una banda rock/punk de Noruega. Va ser formada en 1994 per un bolo que va acabar cancel·lant-se. El 2004 va tornar a formar-se amb els membres originals i el grup va llançar el seu primer disc Skambankt. El 2005, van traure el seu segon disc Skamania.
El 29 de gener de 2007 van publicar el seu tercer disc Eliksir.
El seu quart àlbum, titulat Hardt Regn, va ser publicat el 2009 i el 2010 van treure a la venda el seu cinquè treball, Søvnløs.

## Membres
- Ted Winters – vocalista, guitarra
- Hanz Panzer – guitarra, cors
- Don Fist – baix, cors
- Bones Wolsman – bateria

Anteriors membres
- Tom Skalle – bateria